# El Castillo (Granada)
El Castillo es una localidad y pedanía española perteneciente al municipio de Albondón, en la provincia de Granada. Está situada en la parte nororiental de la comarca de la Costa Granadina. Cerca de esta localidad se encuentran los núcleos de Murtas, Los Morones y La Rambla del Banco.

## Demografía
Según el Instituto Nacional de Estadística de España, en el año 2023 El Castillo contaba con tan sólo 2 habitantes censados, lo que representa el 0,27% de la población total del municipio.

### Evolución de la población
| Gráfica de evolución demográfica de El Castillo entre 2013 y 2023 |
|                                                                   |
| Datos según el nomenclátor publicado por el INE.                  |

## Comunicaciones
Algunas distancias entre El Castillo y otras ciudades:
| Ciudades | Distancia (km) |
| -------- | -------------- |
| Albondón | 17             |
| Motril   | 73             |
| Granada  | 103            |
| Almería  | 104            |
| Jaén     | 193            |
| Murcia   | 322            |